# NGC 1076
NGC 1076 је лентикуларна галаксија у сазвежђу Кит која се налази на NGC листи објеката дубоког неба.
Деклинација објекта је - 14° 45' 18" а ректасцензија 2h 43m 29,1s. Привидна величина (магнитуда) објекта NGC 1076 износи 12,7 а фотографска магнитуда 13,6. NGC 1076 је још познат и под ознакама MCG -3-8-3, IRAS 02411-1457, PGC 10313.